# Devon Larratt
Devon Larratt (Victoria, 24 aprile 1975) è un atleta di braccio di ferro professionista di nazionalità canadese.

## Primi anni di vita
Nato a Victoria, nella Columbia Britannica, Larratt sviluppò un interesse per il braccio di ferro a partire dalla prima adolescenza.
Entrò a far parte delle forze speciali canadesi all'età di ventuno anni, e vi prestò servizio per sedici anni. Raggiunse il grado di Caporale e prese parte a sette missioni in Afghanistan, in una delle quali riportò ferite da arma da fuoco. Mentre era nelle forze speciali, per un periodo fu trasferito presso la JTF2, un'unità antiterrorismo. Larratt riuscì comunque ad allenarsi e prendere parte a competizioni di braccio di ferro anche durante il suo servizio militare, e da sempre attribuisce gran parte del suo successo agonistico proprio all'esperienza acquisita durante competizioni amatoriali presso le svariate basi militari in cui ha transitato. Nel 2013 Larratt si sottopose a un intervento chirurgico al gomito del braccio destro, evento che lo costrinse per un po' a gareggiare solo con la mano sinistra. Subì lo stesso tipo di intervento chirurgico al gomito sinistro nel 2016, ma riuscì a recuperare abbastanza rapidamente da vincere il titolo di campione della World Armwrestling League (WAL) con quel braccio nello stesso anno.

## Carriera
Larratt è noto per aver sconfitto, nel 2008, il leggendario braccista John Brzenk. È stato anche il primo braccista a vincere titoli mondiali sia con la mano destra che con la sinistra nella stessa edizione.
Nel 2015 Larratt si aggiudicò il titolo WAL dei Pesi Massimi per braccio sinistro, aggiudicandosi altresì il terzo posto nella stessa categoria per il braccio destro. Nel 2016 Larratt difese con successo il suo titolo WAL per braccio sinistro e riuscì anche a vincere il campionato WAL dei Pesi Massimi per braccio destro. Nel 2017 bissò questo risultato vincendo nuovamente i campionati WAL nelle categorie dei Pesi Massimi per braccio destro e sinistro. Nel 2018 perse la finale del campionato WAL Super Pesi Massimi per braccio destro contro Michael Todd. Nello stesso anno durante il torneo Armfight 50 perse un match-up con la mano sinistra contro Denis Cyplenkov con il punteggio schiacciante di 0–6. Nel luglio del 2019 Larratt riuscì a battere Dave Chaffee con il punteggio di 3-1, e nello stesso anno si misurò contro Wagner Bortolato (professionista brasiliano) al WAL 506 vincendo nettamente per 3-1 (al meglio dei 5).
Nel 2022 affrontò Levan Saginashvili perdendo 0-6. Il 26 agosto 2023 batté Ermes Gasparini per il titolo mondiale. Il 20 aprile 2024, a 2 anni dalla precedente sconfitta con Levan, il rematch al torneo East vs West (12) fu nuovamente vinto da Levan Saginashvili per 4-0, in quello che viene considerato come uno dei più grandi incontri di braccio di ferro di tutti i tempi.

## Vita privata
Larratt è sposato con Jodi Larratt: un'attrice inglese che a sua volta ha preso parte a competizioni di braccio di ferro. Insieme hanno avuto tre figli, i due maschi Auden e Milo Larratt hanno deciso di percorrere la strada del padre.